# Mohon
Pour l’article homonyme, voir Mohon pour l'ancienne commune des Ardennes.
Mohon [moɔ̃] est une commune française, située dans le département du Morbihan en région Bretagne.

## Géographie

### Localisation
La commune de Mohon, qui, historiquement, fait partie du Porhoët, en pays Gallo, est située dans le nord-est du département du Morbihan, en Bretagne.
Le bourg de Mohon, qui sert de chef-lieu, se trouve à vol d'oiseau à 16 km au nord-ouest de la ville de Ploërmel, à 34 km à l'est de la ville de Pontivy, à 46 km au nord-nord-est de la ville de Vannes et à 63 km à l'ouest de la ville de Rennes.
La commune est située à la lisière de la forêt de Lanouée, qui la borde à l'ouest.
La commune se trouve dans la zone d'emploi de Ploërmel et dans le bassin de vie de Josselin

### Communes limitrophes
Les communes limitrophes sont La Trinité-Porhoët, Ménéac, Guilliers, Saint-Malo-des-Trois-Fontaines, Forges de Lanouée et Plumieux.
| La Trinité-Porhoët     |                                | Ménéac    |
| Plumieux Côtes-d'Armor | Mohon                          | Guilliers |
| Forges de Lanouée      | Saint-Malo-des-Trois-Fontaines |           |

### Géologie et relief
La superficie de la commune est de 37,83 km2 ; son altitude varie de 47  à   126 mètres. 

### Hydrographie
Pour un article plus général, voir Réseau hydrographique du Morbihan.
La commune est située dans le bassin Loire-Bretagne. Elle est drainée par le Ninian, le Frolan, le Gloaron, le Courant, le ruisseau de Courant et divers autres petits cours d'eau,.
Le Ninian, d'une longueur de 60 km, prend sa source dans la commune de Laurenan et se jette  dans le canal de Nantes à Brest à Val d'Oust, après avoir traversé 16 communes. 

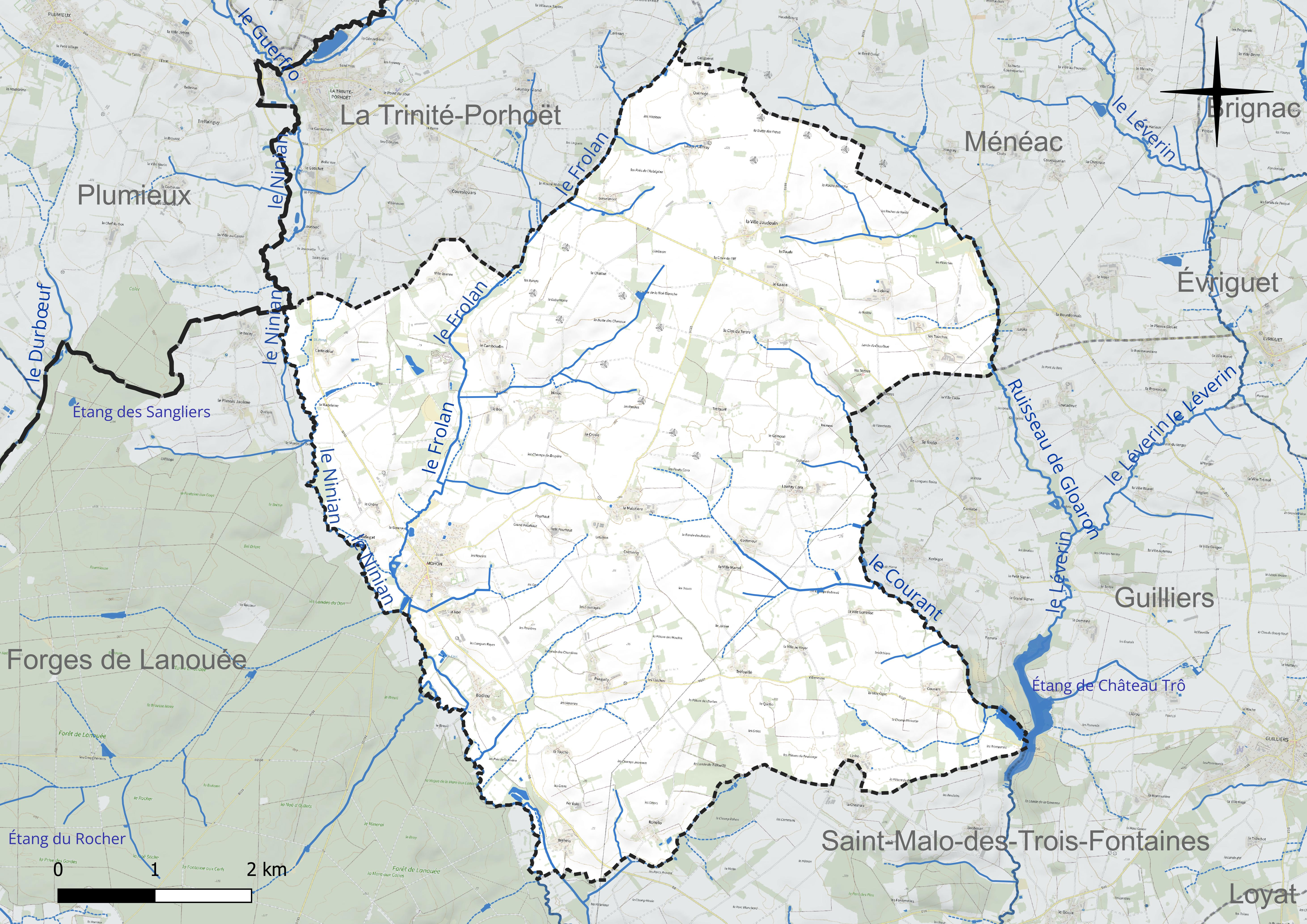
Carte hydrographique de la commune.

Un plan d'eau complète le réseau hydrographique : l'étang de Château Trô, d'une superficie totale de 21,2 ha (3,53 ha sur la commune),.

### Climat
Pour des articles plus généraux, voir Climat de la Bretagne et Climat du Morbihan.
En 2010, le climat de la commune est de type climat océanique franc, selon une étude du CNRS s'appuyant sur une série de données couvrant la période 1971-2000. En 2020, Météo-France publie une typologie des climats de la France métropolitaine dans laquelle la commune est exposée à un climat océanique et est dans la région climatique Bretagne orientale et méridionale, Pays nantais, Vendée, caractérisée par une faible pluviométrie en été et une bonne insolation. Parallèlement l'observatoire de l'environnement en Bretagne publie en 2020 un zonage climatique de la région Bretagne, s'appuyant sur des données de Météo-France de 2009. La commune est, selon ce zonage, dans la zone « Intérieur Est », avec des hivers frais, des étés chauds et des pluies modérées.
Pour la période 1971-2000, la température annuelle moyenne est de 11,4 °C, avec une amplitude thermique annuelle de 12,4 °C. Le cumul annuel moyen de précipitations est de 831 mm, avec 13,4 jours de précipitations en janvier et 6,6 jours en juillet. Pour la période 1991-2020, la température moyenne annuelle observée sur la station météorologique la plus proche, située sur la commune de Ploërmel à 17 km à vol d'oiseau, est de 12,0 °C et le cumul annuel moyen de précipitations est de 767,2 mm,. Pour l'avenir, les paramètres climatiques de la commune estimés pour 2050 selon différents scénarios d'émission de gaz à effet de serre sont consultables sur un site dédié publié par Météo-France en novembre 2022.

## Urbanisme

### Typologie
Au 1er janvier 2024, Mohon est catégorisée commune rurale à habitat très dispersé, selon la nouvelle grille communale de densité à sept niveaux définie par l'Insee en 2022.
Elle est située hors unité urbaine et hors attraction des villes,.

### Occupation des sols

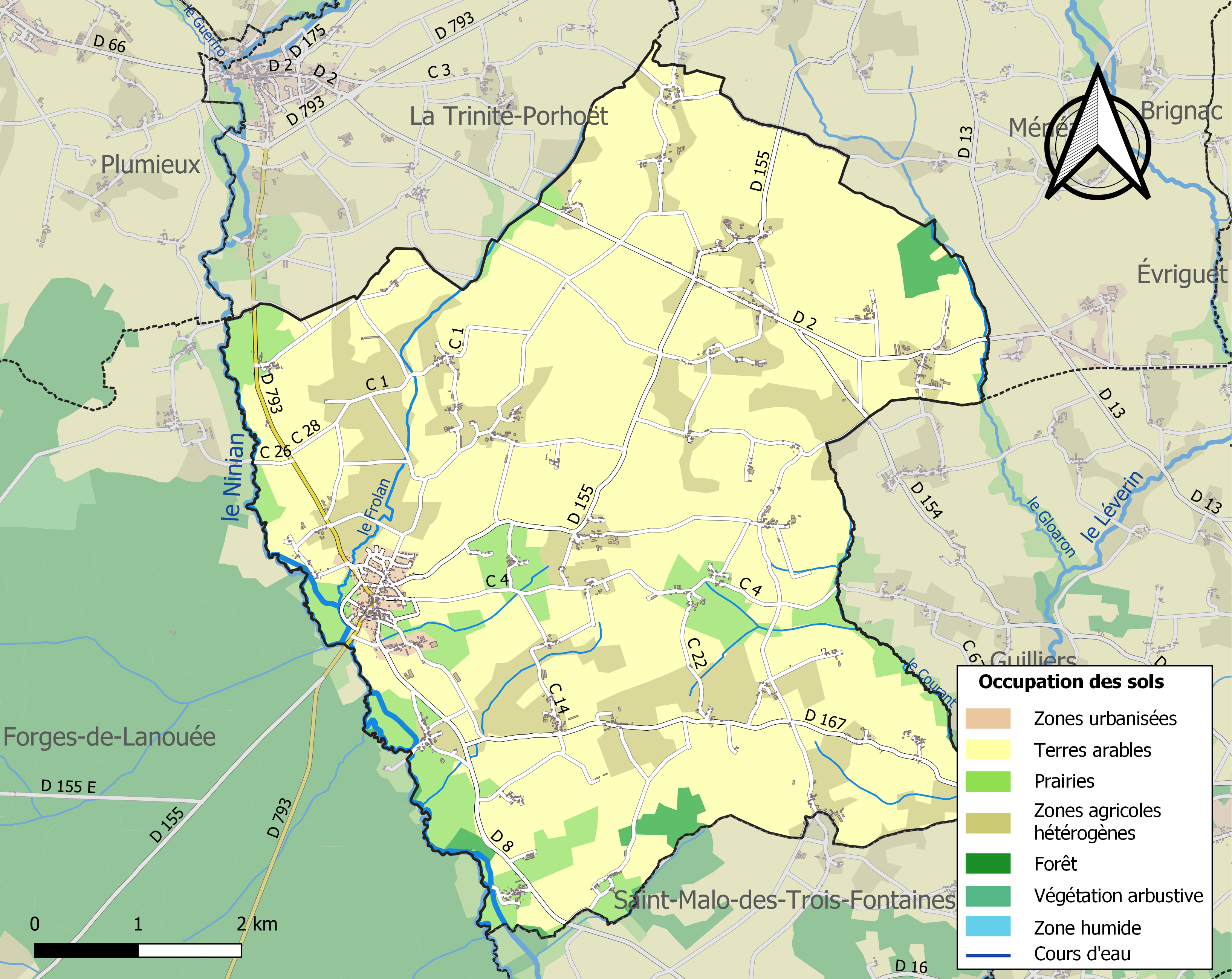
Carte des infrastructures et de l'occupation des sols de la commune en 2018 (CLC).

L'occupation des sols de la commune, telle qu'elle ressort de la base de données européenne d’occupation biophysique des sols Corine Land Cover (CLC), est marquée par l'importance des territoires agricoles (96,6 % en 2018), une proportion sensiblement équivalente à celle de 1990 (96,9 %). 
La répartition détaillée en 2018 est la suivante : terres arables (68,3 %), zones agricoles hétérogènes (18,4 %), prairies (9,9 %), forêts (1,9 %), zones urbanisées (1,4 %), eaux continentales (0,2 %). 
L'évolution de l’occupation des sols de la commune et de ses infrastructures peut être observée sur les différentes représentations cartographiques du territoire : la carte de Cassini (XVIIIe siècle), la carte d'état-major (1820-1866) et les cartes ou photos aériennes de l'IGN pour la période actuelle (1950 à aujourd'hui).

### Morphologie urbaine
Mohon  possède un habitat dispersé comme la plupart des communes rurales bretonnes. 

## Toponymie
Les formes Moton de 872 et Muthon de 1066, montrent que ce nom n'a rien à voir avec le mot breton mo'ch, « les porcs ».
« Il faut en finir définitivement avec l'explication du nom de la commune qui fut rendu au XIXe siècle d'après le breton mochon ou moc'hon signifiant cochon ou porc et non "sanglier" comme on le dit aussi, car cette dernière appellation était ignorée de nos ancêtres qui qualifiaient le porc sauvage d'après le latin singularis, seul, individuel, qui ne vit pas en groupe, dont on a fait par altérations successives senglaris, senglarius, sanglarius puis sanglier. En toponymie, les références aux animaux sont exceptionnelles et résultent presque toutes d'incompréhensions diverses et surtout de ce qu'on nomme en linguistique l'attraction paronymique qui fait qu'un mot très connu se substitue à un autre moins usité ».
« Il existe un autre moch qui avait autrefois le sens d'habitation et qui a été parfaitement ignoré des auteurs du XIXe siècle, l'indication d'une maison est omniprésente dans la toponymie parce qu'inscrite durablement dans le paysage »,.
Mohon possède un nom en gallo, la langue d'oïl locale : M'hon. La forme bretonne proposée par l'Office public de la langue bretonne est Mozhon.
Bien qu'appartenant au Pays Gallo, plus de 25% des hameaux portent des noms bretons : Bodégat, Casteldeuc, Coëtservy, Coëtmeur, Penguily, Le Quillio, Rohello, Trémen, Trefouët etc.

## Histoire

### Ancien Régime

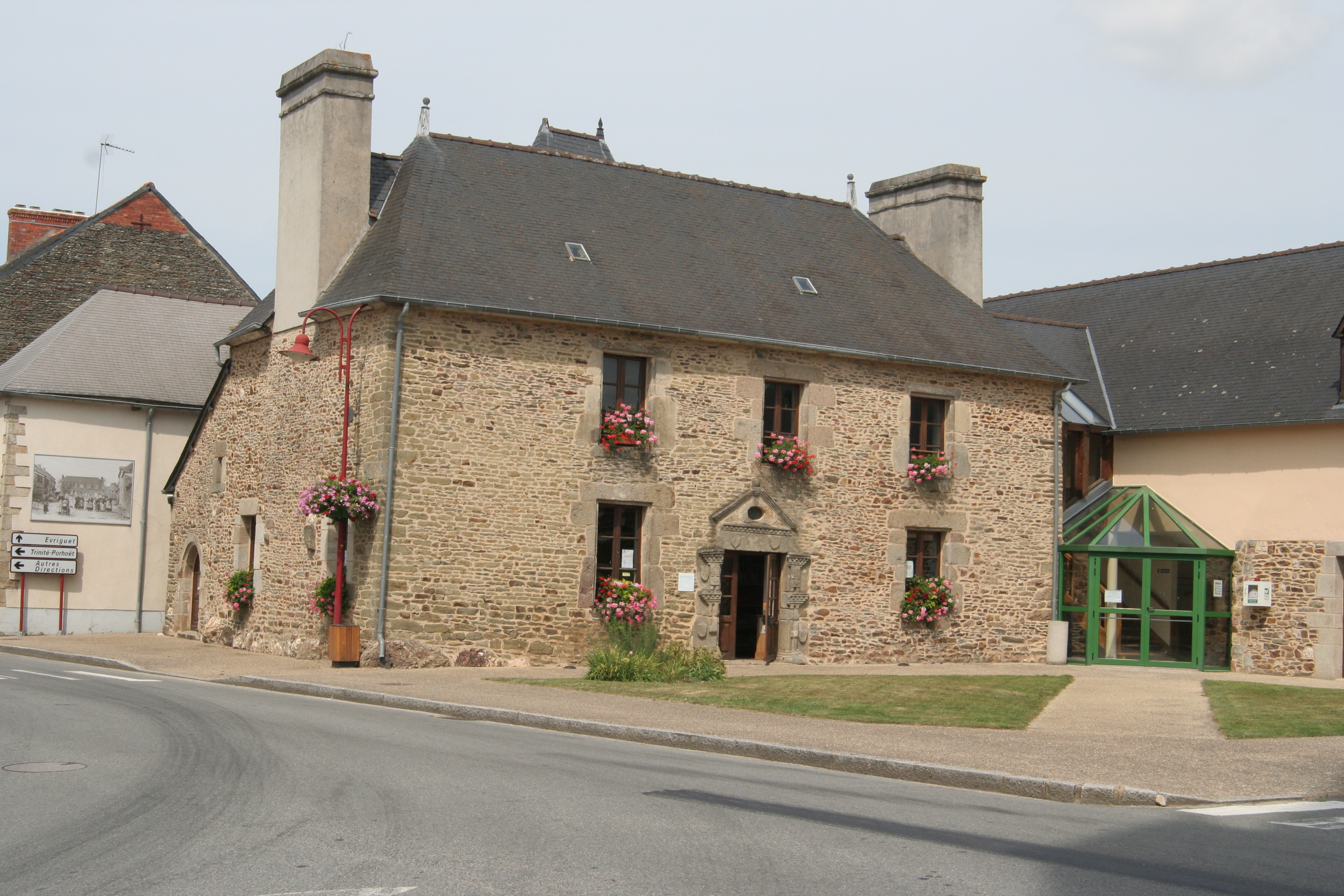
La maison du Sénéchal, construite par le notaire de Madame de Sévigné, Maître Gaudin, en 1653, puis transformée avec des pierres provenant du château de Bodegat, rasé en 1753.

Les principaux seigneurs de la paroisse étaient les seigneurs de Bodegat, qui possédaient un droit de moyenne et de basse justice. Leur château est rasé en 1753. Certaines pierres de la maison du Sénéchal, servant aujourd'hui de bibliothèque, proviennent du château.

### Époque contemporaine

#### LeXIXesiècle
Au début du XIXe siècle,  la commune a une superficie de 6 524 hectares dont terres labourables 2 703 hectares, prés et pâturages 545 hectares, bois 115 hectares, vergers et jardins 2 hectares, étangs 11 hectares, landes et incultes 2 895 hectares, propriétés bâties 27 hectares avant qu'elle ne soit amputée en 1846 de plusieurs parties de son territoire à la suite de l'érection en commune de son ancienne trève de Saint-Malo-des-Trois-Fontaines et la cession de plusieurs villages à la commune voisine de La Trinité-Porhoët.
En 1866, une épidémie de variole fait 25 malades et provoqua 7 décès à Mohon.

#### LeXXesiècle
La ligne de chemin de fer d'intérêt local à voie métrique des Chemins de fer du Morbihan allant de Ploërmel à La Trinité-Porhoët (via Taupont, Helléan, Saint-Malo-des-Trois-Fontaines et Mohon), est déclarée d'utilité publique par la loi du 1er mai 1911 ; elle ouvre le 5 octobre 1915 mais ferme en 1939.
En 1919 à l'école des filles, les classes sont obscures, exigües et surchargées ; une cloison de carton sépare les classes, « les leçons faites dans l'une s'entendent dans les autres (...) Le matériel scolaire est dans un état de vétusté sans nom et manque en partie ».
« À La Ville-Jaudouin, c'est mieux encore ! l'école de ce hameau est bâtie au milieu d'une lande et exposée à tous les vents : pas de vitres aux fenêtres, pas de bois pour chauffer les classes où le parquet bitumé est glacial. Pendant de longues anées il n'y avait pas de tableau noir dans une des deux classes de cette école, il fallait écire sur la cloison non peinte, c'était facile !... À force de batailler avec le maire, celui-ci a fini par faire placer un seul tableau, alors que deux au moins seraient indispensables.. ».

## Politique et administration

### Rattachements administratifs et électoraux

#### Rattachements administratifs
La commune se trouvait depuis 1926 dans l'arrondissement de Vannes du département du Morbihan. Afin de faire coïncider les arrondissements aux intercommunalités, en particulier dans le secteur de Ploërmel Communauté, Mohon est transférée le 1er janvier 2017 à l'arrondissement de Pontivy,.  
Elle faisait partie depuis 1802 du canton de La Trinité-Porhoët. Dans le cadre du redécoupage cantonal de 2014 en France, cette circonscription administrative territoriale a disparu, et le canton n'est plus qu'une circonscription électorale.

#### Rattachements électoraux
Pour les élections départementales, la commune fait partie depuis 2014 du canton de Ploërmel.
Pour l'élection des députés, elle fait partie de la quatrième circonscription du Morbihan.

### Intercommunalité
Mohon était membre de la petite communauté de communes du Porhoët, un établissement public de coopération intercommunale (EPCI) à fiscalité propre créé fin 1999 et auquel la commune avait transféré un certain nombre de ses compétences, dans les conditions déterminées par le code général des collectivités territoriales.
Dans le cadre des dispositions de la loi portant nouvelle organisation territoriale de la République du 7 août 2015, qui prévoit que les établissements publics de coopération intercommunale (EPCI) à fiscalité propre doivent avoir un minimum de 15 000 habitants, cette intercommunalité a fusionné avec ses voisines  pour former, le 1er janvier 2017, la communauté  de communes dénommée Ploërmel Communauté, dont est désormais membre la commune.

### Liste des maires
| Période                                  | Période                    | Identité                                    | Étiquette | Qualité |
| ---------------------------------------- | -------------------------- | ------------------------------------------- | --------- | --- |
| Les données manquantes sont à compléter. |                            |                                             |           | |
| an I                                     | an I                       | Ange César Bonnaventure Orieulx de la Porte |           | |
| an II                                    | vers l'an VIII             | Olivier Couetu                              |           | |
| vers l'an VIII                           | aout 1815                  | Jean Le Marchand                            |           | |
| aout 1815                                | 1830                       | M. Marie Fidel de Langourla                 |           | |
| 1830                                     | mars 1835                  | François Chantrel                           |           | |
| mars 1835                                | 27 janvier 1838            | Pierre Marie Nayl                           |           | Décédé en fonction |
| 27 janvier 1838                          | avril 1839                 |                                             |           | |
| avril 1839                               | janvier 1845               | Augustin-Marie Gaudin                       |           | |
| janvier 1845                             | avril 1848                 | Jean-Esprit Allain                          |           | |
| avril 1848                               | 1868                       | Augustin-Marie Gaudin                       |           | |
| 1868                                     | 1871                       | Yves-Marie Roblot                           |           | |
| 1871                                     | mai 1896                   | Théophile Gaudin                            |           | |
| mai 1896                                 | 1904 ou 1905               | Eugène Herpe                                |           | |
| 1904 ou 1905                             | vers 1959                  | Pierre Travers                              |           | |
| Les données manquantes sont à compléter. |                            |                                             |           | |
| 1965                                     | 1977                       | Joseph Herpe                                |           | |
| 1977                                     | 1989                       | René Houeix                                 |           | |
| 1989                                     | 1995                       | Madeleine Le Gall                           |           | |
| 1995                                     | 2008                       | André Rouillard                             |           | |
| 2008                                     | 2014                       | Marc Guillemaud                             |           | |
| 2014                                     | juillet 2020               | Josiane Denis                               |           | |
| juillet 2020                             | aout 2024                  | Francis Mahieux,                            |           | Adjoint technique retraité en génie civil en hôpital Président de l'ADMR (2020 → ? ) Mandat écourté par la démission d'une partie du conseil municipal, dont le maire |
| février 2025                             | En cours (au 16 mars 2025) | Josiane Denis                               |           | Retraitée |

## Équipements et services publics
Après le départ à la retraite de son boulanger, la commune s'est dotée en 2022 d'un distributeur automatique de pain.

### Enseignement
Les enfants de la commune sont scolarisés avec ceux de Saint-Malo-des-Trois-Fontaines dans le cadre d'un regroupement pédagogique intercommunal qui utilise les écoles privées  « Les Saints Anges » à Mohon et  « Sainte Thérèse » à Saint-Malo-des-Trois-Fontaines,.

### Culture
La commune dispose d'une bibliothèque municipale gérée par des bénévoles. À la suite de l‘avis défavorable émis par la commission de sécurité, les locaux ont été fermé en octobre 2024.

## Population et société

### Démographie
L'évolution du nombre d'habitants est connue à travers les recensements de la population effectués dans la commune depuis 1793. Pour les communes de moins de 10 000 habitants, une enquête de recensement portant sur toute la population est réalisée tous les cinq ans, les populations de référence des années intermédiaires étant quant à elles estimées par interpolation ou extrapolation. Pour la commune, le premier recensement exhaustif entrant dans le cadre du nouveau dispositif a été réalisé en 2007.

En 2022, la commune comptait 988 habitants, en évolution de −0,4 % par rapport à 2016 (Morbihan : +3,82 %, France hors Mayotte : +2,11 %).
| 1793  | 1800  | 1806  | 1821  | 1831  | 1836  | 1841  | 1846  | 1851  |
| ----- | ----- | ----- | ----- | ----- | ----- | ----- | ----- | ----- |
| 3 220 | 2 520 | 3 132 | 3 406 | 3 293 | 3 593 | 3 062 | 3 400 | 2 628 |

| 1856  | 1861  | 1866  | 1872  | 1876  | 1881  | 1886  | 1891  | 1896  |
| ----- | ----- | ----- | ----- | ----- | ----- | ----- | ----- | ----- |
| 2 946 | 2 078 | 2 189 | 2 168 | 2 252 | 2 329 | 2 300 | 2 201 | 2 300 |

| 1901  | 1906  | 1911  | 1921  | 1926  | 1931  | 1936  | 1946  | 1954  |
| ----- | ----- | ----- | ----- | ----- | ----- | ----- | ----- | ----- |
| 2 169 | 2 261 | 2 231 | 1 946 | 1 922 | 1 896 | 1 851 | 1 723 | 1 619 |

| 1962  | 1968  | 1975  | 1982  | 1990  | 1999 | 2006 | 2007 | 2012  |
| ----- | ----- | ----- | ----- | ----- | ---- | ---- | ---- | ----- |
| 1 541 | 1 442 | 1 247 | 1 102 | 1 031 | 898  | 959  | 968  | 1 006 |

| 2017 | 2022 | - | - | - | - | - | - | - |
| ---- | ---- | - | - | - | - | - | - | - |
| 983  | 988  | - | - | - | - | - | - | - |

### Sports et loisirs
L'Entente Mohon-Saint-Malo-des-3-Fontaines est le club de football local. Le club évolue en district 3  Morbihan .

## Culture locale et patrimoine

### Lieux et monuments
Mohon dispose d'un monument historique :
- Le camp des Rouëts  Inscrit MH (1975)[50],[51] : anciennes fortifications datant du Moyen Âge .

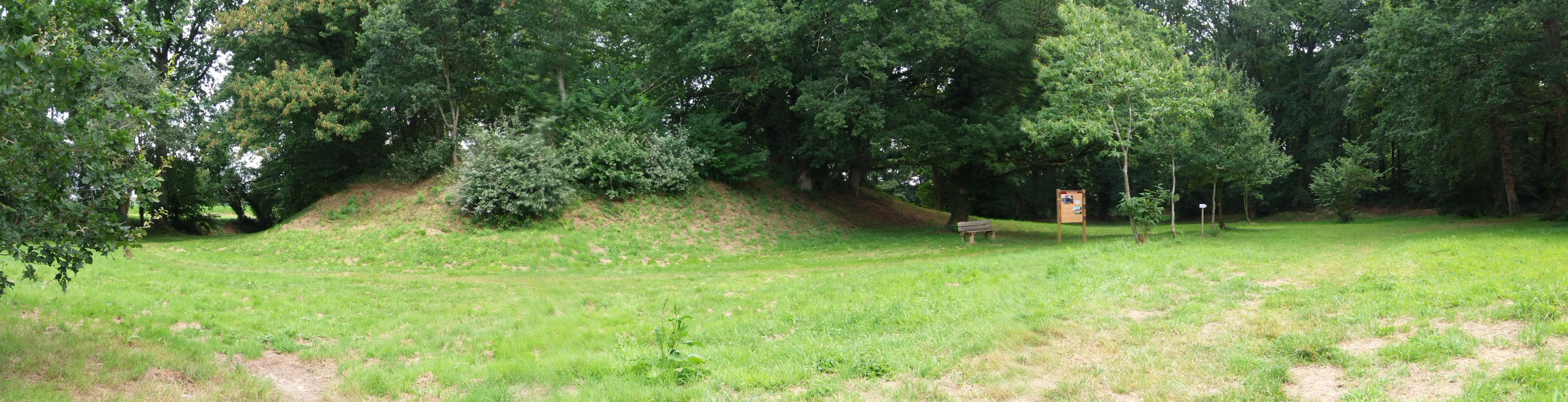
La Motte.
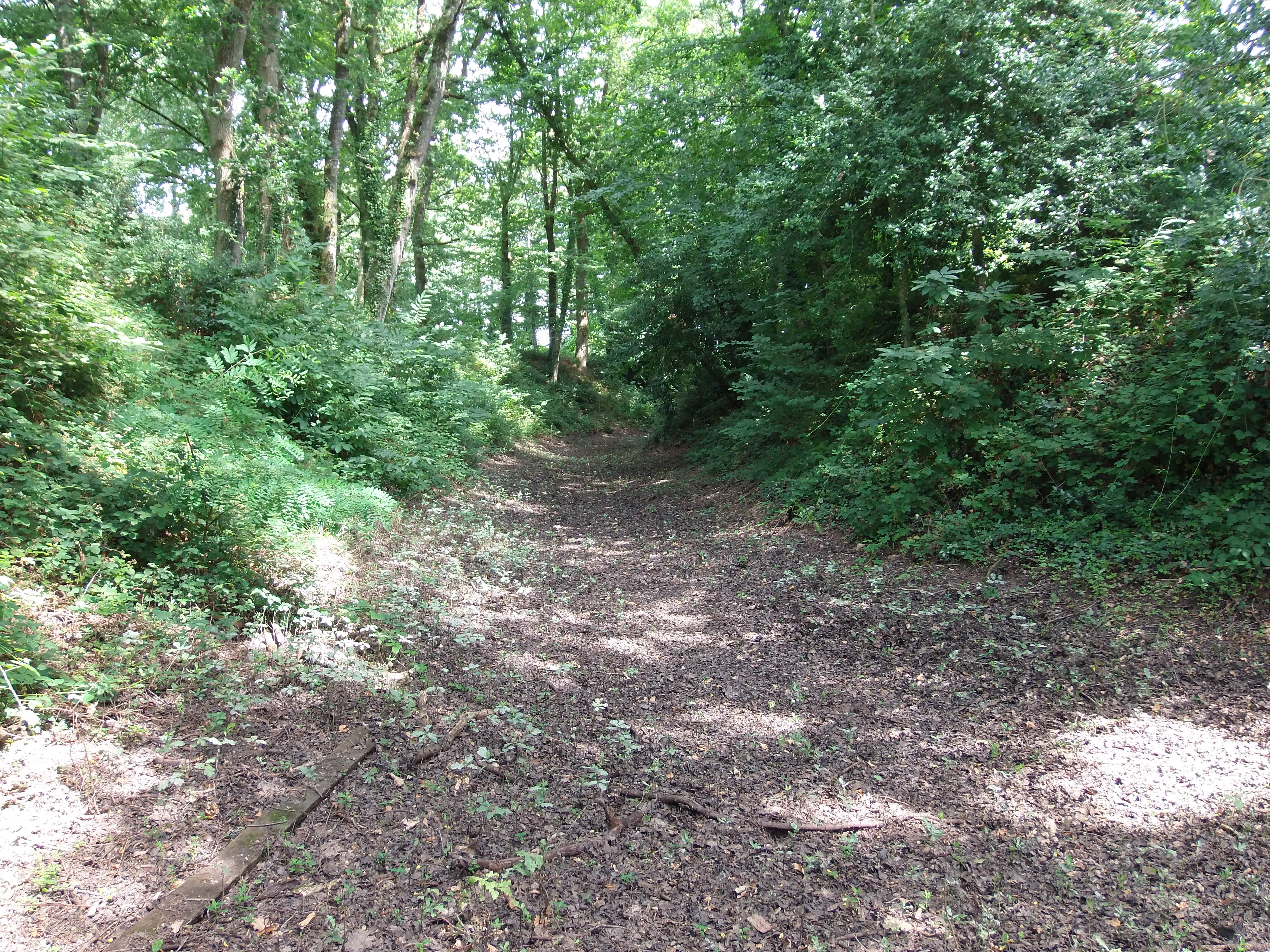
Fossé entourant la motte.

On peut également signaler : 
- Église Notre-Dame (au lieu-dit Les Tertres), inaugurée le 8 août 1954 par Mgr Le Bellec, construite grâce aux fonds récoltés par l'abbé Hurtel ; les fresques sont attribuées à Jacques Durand-Henriot[52].
- Église Saint-Pierre-et-Saint-Paul.
- Chapelle Saint-Joseph de la Ville-Jaudouin[53].
- Manoir de Bodieu, près du camp des Rouëts, vendu en mauvais état en 2020 à un particulier[54]

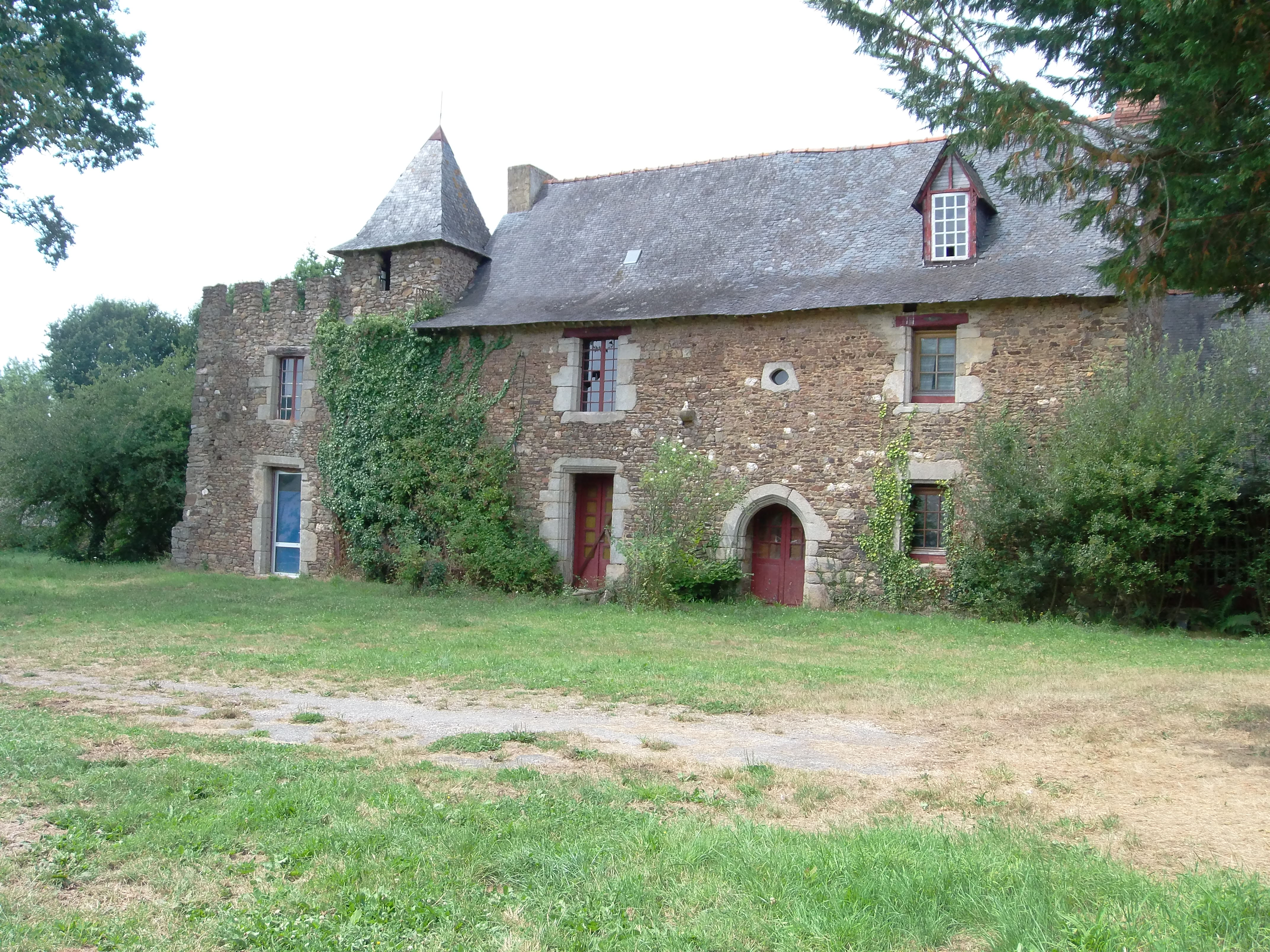
Bâtiment proche du camp des Rouëts.
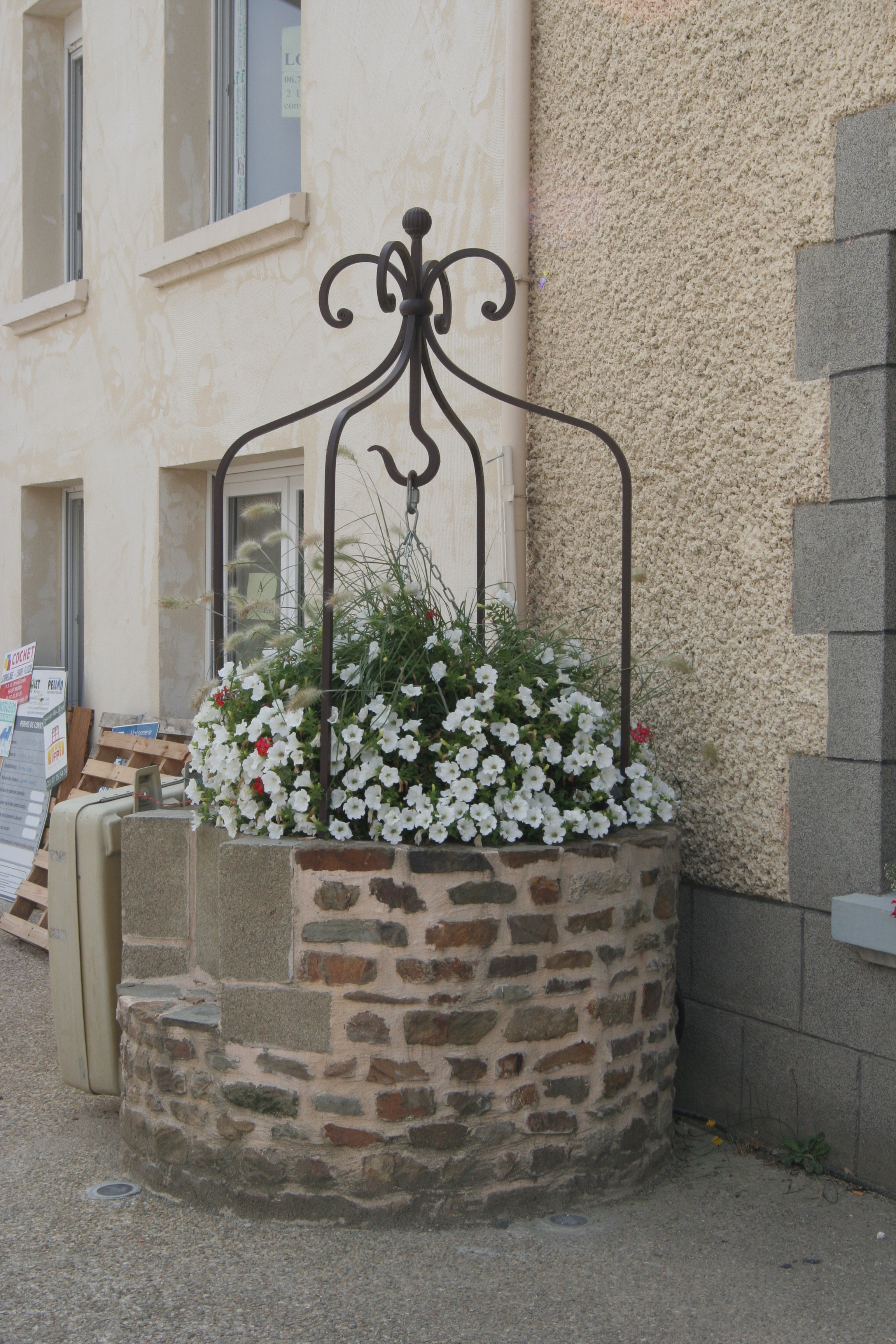
Puits fleuri.
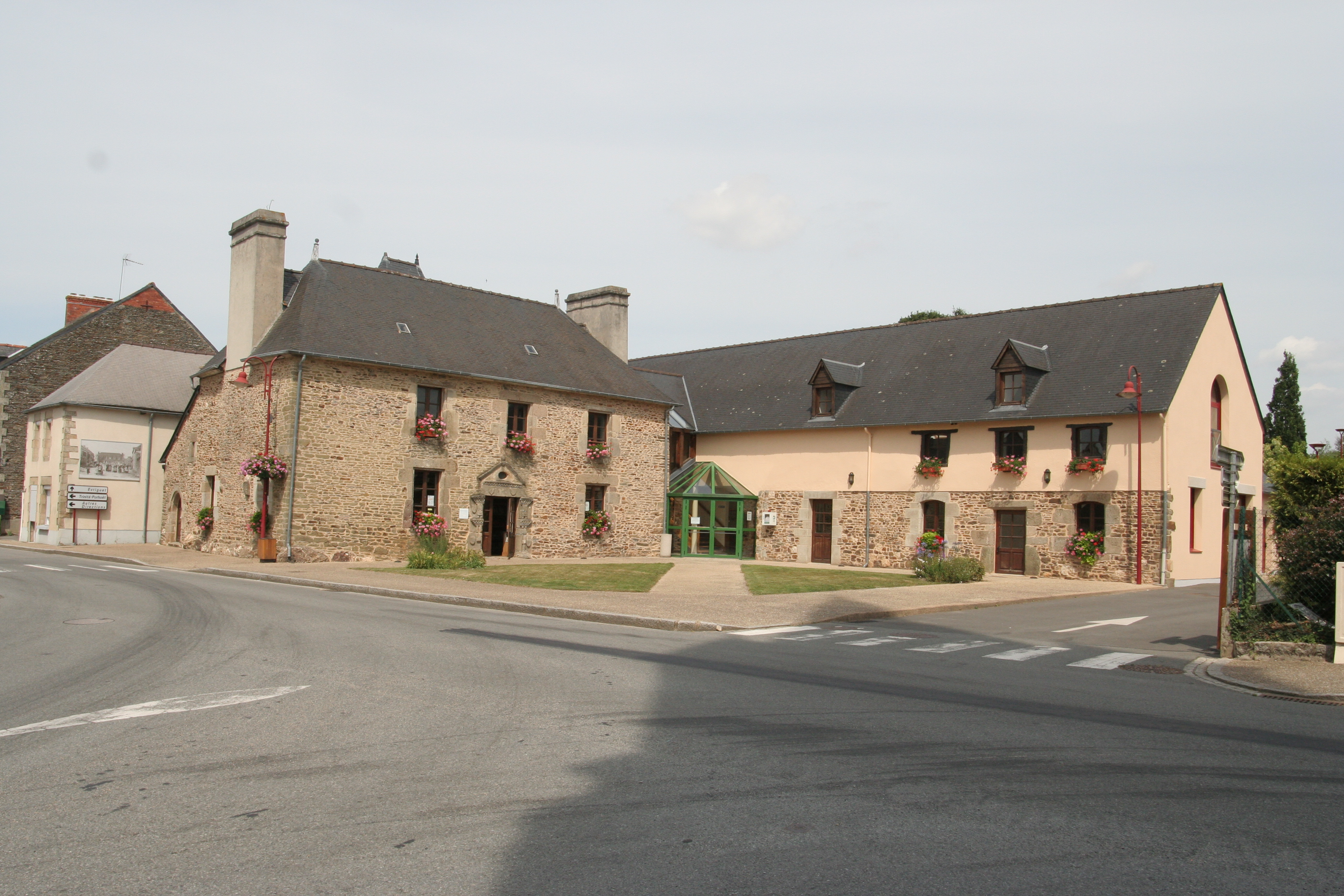
La bibliothèque, maison du Sénéchal.
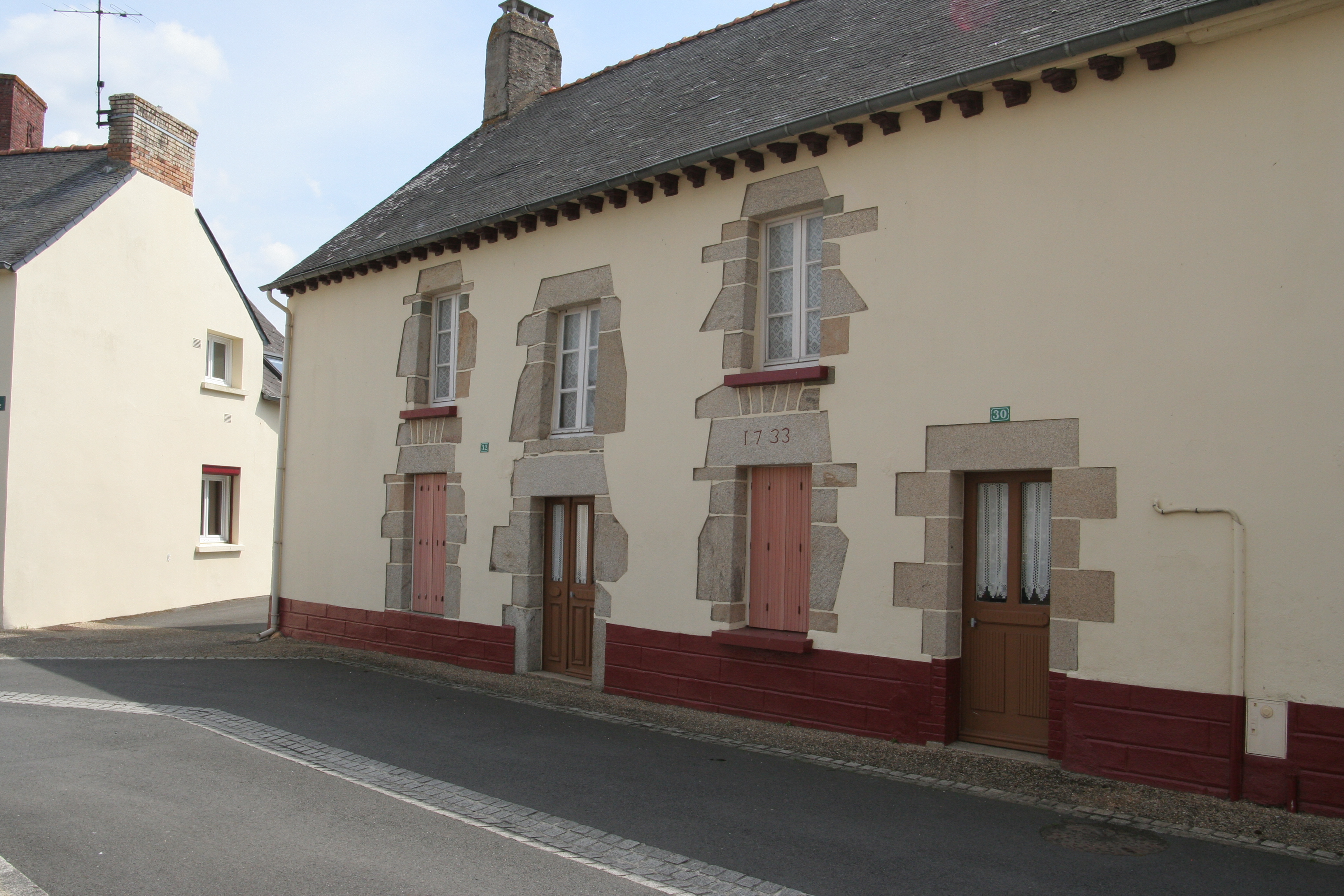
Maison de 1733.

### Héraldique
| Blason de Mohon | Blason  | Écartelé : au 1er trois croix de calvaire mal ordonnées, au 2e un chêne, au 3e trois burelles ondées, au 4e un trèfle accompagné de trois étoiles. |
| Blason de Mohon | Détails | Le statut officiel du blason reste à déterminer.                                                                                                   |

## Pour approfondir